# McIntosh County (North Dakota)
Das McIntosh County ist ein County im Bundesstaat North Dakota der Vereinigten Staaten. Der Verwaltungssitz (County Seat) ist Ashley.

## Geographie
Das County liegt im Süden von North Dakota, grenzt an South Dakota und hat eine Fläche von 2577 Quadratkilometern, wovon 51 Quadratkilometer Wasserfläche sind. Es grenzt im Uhrzeigersinn an folgende Countys: Logan County, LaMoure County, Dickey County, McPherson County (South Dakota), Campbell County (South Dakota) und Emmons County.

## Geschichte
McIntosh County wurde am 9. März 1883 gebildet und am 4. Oktober 1884 abschließend organisiert. Benannt wurde es nach Edward H. McIntosh, einem Mitglied in der gesetzgebenden Versammlung des Dakota-Territoriums.
Acht Bauwerke und Stätten des Countys sind im National Register of Historic Places eingetragen (Stand 28. März 2018).

## Demografie

Alterspyramide des McIntosh County

Im Gegensatz zu anderen Gegenden des Bundesstaates, der in den letzten Jahrzehnten aufgrund der Ölindustrie einen deutlichen Bevölkerungszuwachs erzielte, fällt die Einwohnerzahl im McIntosh County bereits seit den 1930er Jahren stetig.
Nach einer offiziellen Schätzung vom 1. Juli 2006 lebten hier 2.956 Menschen in 1.467 Haushalten und 975 Familien. Die Bevölkerungsdichte betrug 1 Einwohner pro Quadratkilometer. Ethnisch betrachtet setzte sich die Bevölkerung zusammen aus 98,88 Prozent Weißen, 0,15 Prozent amerikanischen Ureinwohnern, 0,29 Prozent Asiaten, 0,03 Prozent Bewohnern aus dem pazifischen Inselraum und 0,09 Prozent aus anderen ethnischen Gruppen; 0,56 Prozent stammten von zwei oder mehr Ethnien ab. 0,83 Prozent der Bevölkerung waren spanischer oder lateinamerikanischer Abstammung. 76,8 % der Einwohner gaben zudem an, deutsche Vorfahren zu haben. Vieler dieser Deutschamerikaner sind nicht unmittelbar aus Deutschland gekommen, sondern sind russlanddeutsche Einwanderer. 74,22 % der Bevölkerung des McIntosh County sprachen gemäß der Volkszählung 2010 zu Hause englisch, während für 24,7 % der Einwohner deutsch die erste Sprache war. Damit war das McIntosh County außerhalb der amischen Siedlungsgebiete das County mit dem prozentuell höchsten Anteil deutscher Muttersprachler in den USA.
Von den 1.467 Haushalten hatten 22,3 Prozent Kinder und Jugendliche unter 18 Jahre, die bei ihnen lebten. 60,3 Prozent waren verheiratete, zusammenlebende Paare, 3,5 Prozent waren allein erziehende Mütter, 33,5 Prozent waren keine Familien, 32,0 Prozent waren Singlehaushalte und in 19,9 Prozent lebten Menschen im Alter von 65 Jahren oder darüber. Die Durchschnittshaushaltsgröße betrug 2,19 und die durchschnittliche Familiengröße lag bei 2,75 Personen.
Auf das gesamte County bezogen setzte sich die Bevölkerung zusammen aus 19,40 % Einwohnern unter 18 Jahren, 4,60 % zwischen 18 und 24 Jahren, 19,40 % zwischen 25 und 44 Jahren, 22,40 % zwischen 45 und 64 Jahren und 34,20 % waren 65 Jahre alt oder darüber. Das Durchschnittsalter betrug 51 Jahre. Auf 100 weibliche Personen kamen 91,5 männliche Personen. Auf 100 Frauen im Alter von 18 Jahren oder darüber kamen statistisch 91,7 Männer.
Das jährliche Durchschnittseinkommen eines Haushalts betrug 26.389 USD, das Durchschnittseinkommen der Familien betrug 31.771 USD. Männer hatten ein Durchschnittseinkommen von 22.153 USD, Frauen 16.743 USD. Das Prokopfeinkommen betrug 15.018 USD. 10,6 Prozent der Familien und 15,4 Prozent Familien lebten unterhalb der Armutsgrenze. Davon waren 14,5 Prozent Kinder oder Jugendliche unter 18 Jahre und 18,9 Prozent waren Menschen über 65 Jahre.

## Politik
Das McIntosh County ist traditionell republikanisch geprägt. Seit den Präsidentschaftswahlen im Jahre 1900 haben die Demokraten nur 1928, 1932 und 1936 gewonnen. Während Barack Obama 2008 noch 37,8 % der Stimmen erzielen konnte, sind die Ergebnisse der Demokraten seither regelrecht eingebrochen. Bei den Präsidentschaftswahlen 2020 erzielte Joe Biden nur 17,9 % gegenüber Donald Trumps 79,2 %. Dies hat mit der zunehmenden Stadt-Land-Polarisierung zu tun, wonach die Demokraten in städtischen und die Republikaner in ländlichen Gebieten ihre Hochburgen haben. Diesem Trend folgt auch das dünn besiedelte McIntosh County.